# Dangerous and Moving
Dangerous and Moving är det andra albumet av den ryska popgruppen Tatu, utgivet i oktober 2005. Parallellt med albumet gavs Lyudi Invalidy ut i Ryssland.
"All About Us" släpptes som förstasingel i juli 2005. En musikvideo till denna låt spelades in juni 2005. i Los Angeles, regisserad av James Cox.

## Låtlista
1. "Dangerous and Moving (Intro)" - 0:49
2. "All About Us" - 3:00
3. "Cosmos (Outer Space)" - 4:11
4. "Loves Me Not" - 2:55
5. "Friend or Foe" - 3:08
6. "Gomenasai" - 3:42
7. "Craving (I Only Want What I Can't Have)" - 3:50
8. "Sacrifice" - 3:09
9. "We Shout" - 3:02
10. "Perfect Enemy" - 4:12
11. "Obezyanka Nol" - 4:25
12. "Dangerous and Moving" - 4:35